# Rujelija
Rujelija (lat. Ruellia), veliki biljni rod iz porodice primogovki smješten u podtribus Ruelliinae, dio tribusa Ruellieae, potporodica Acanthoideae. Preko 380 vrsta rasprostranjeno je uglavnom po neotropima (56 u Meksiku), i tropima, 31 tropska Afrika, nešto u tropskoj Aziji i Australiji, i nešto u umjerenoj Sjevernoj Americi Opisan je u Species Plantarum 2: 634. 1753. 

## Etimologija
Latinsko ime roda dolazi po imenu Jeanu de la Ruelleu, 1474. - 1537., francuskom liječniku i botaničaru.

## Opis
Višegodišnje zeljaste biljke, uspravne ili polegle, ili grmovi. Listovi jednostavni, nasuprotni, peteljkasti ili sjedeći; margine cijele. Cvat aksilarni ili terminalni; pojedinačno ili u cimesima ili metlicama; brakteje neugledne. Cvjetovi su često upadljivi kod kultiviranih vrsta, crveni, žuti, ljubičasti ili bijeli. Čaška duboko 5-dijelna; režnjevi linearni ili lancetasti. Cijev vjenčića obično ravna, s 5 ± jednakih režnjeva. Prašnika 4, dvostruki. Plodovi su kapsule. Sjemenke 4-20 spljoštene, jajolike ili okruglaste na jakoj retinakuli.

## Vrste
Vidi Popis vrsta roda Ruellia